# Francesca Archibugi
Francesca Archibugi (Roma, 16 maggio 1960) è una regista e sceneggiatrice italiana.

## Biografia
Francesca Archibugi è nata in una famiglia intellettuale romana. Figlia dell'urbanista Franco Archibugi e della poetessa Muzi Epifani, è cresciuta insieme a numerosi fratelli e sorelle, tra cui lo studioso di teoria politica ed economica Daniele Archibugi. Si è spesso ispirata sarcasticamente alle proprie vicende familiari nei suoi film, in particolare Mignon è partita, Il grande cocomero e Lezioni di volo.
Viene scelta per strada a sedici anni per interpretare la parte di Ottilia nel film Rai Le affinità elettive, diretto da Gianni Amico, tratto dall'omonimo romanzo di Goethe. Finito il liceo, dove incontrerà Battista Lena, suo compagno tuttora, si iscrive al Centro Sperimentale di Cinematografia, in qualità di regista. Giovanissima, si diploma con un cortometraggio che vince numerosi festival internazionali.
Dirige altri quattro cortometraggi tra cui La piccola avventura (1983) sui bambini disabili e continua sporadicamente a interpretare ruoli di attrice. A teatro interpreta Cressida nel Troilo e Cressida di Shakespeare diretta da Pierluigi Pizzi. Al cinema partecipa al film La caduta degli angeli ribelli (1981) di Marco Tullio Giordana. Gira il cortometraggio Un sogno truffato (1984) prodotto da Ipotesi Cinema di Ermanno Olmi, che indicherà sempre come uno dei suoi maestri. Nel 1985 vince il premio Solinas per la migliore sceneggiatura.
Dopo l'apprendistato al Centro Sperimentale di Cinematografia, la frequentazione di Furio Scarpelli e del corso di sceneggiatura di Leo Benvenuti, esordisce dietro la macchina da presa con Mignon è partita (1988), un ritratto amaro della famiglia che descrive le prime esperienze e delusioni sentimentali degli adolescenti. Il film si aggiudica cinque David di Donatello (miglior regista esordiente, migliore sceneggiatura, miglior attrice protagonista: Stefania Sandrelli, miglior attore non protagonista: Massimo Dapporto e miglior suono), due Nastri d'Argento, una Concha de Oro al Festival Internazionale del Cinema di San Sebastián e numerosi premi internazionali.

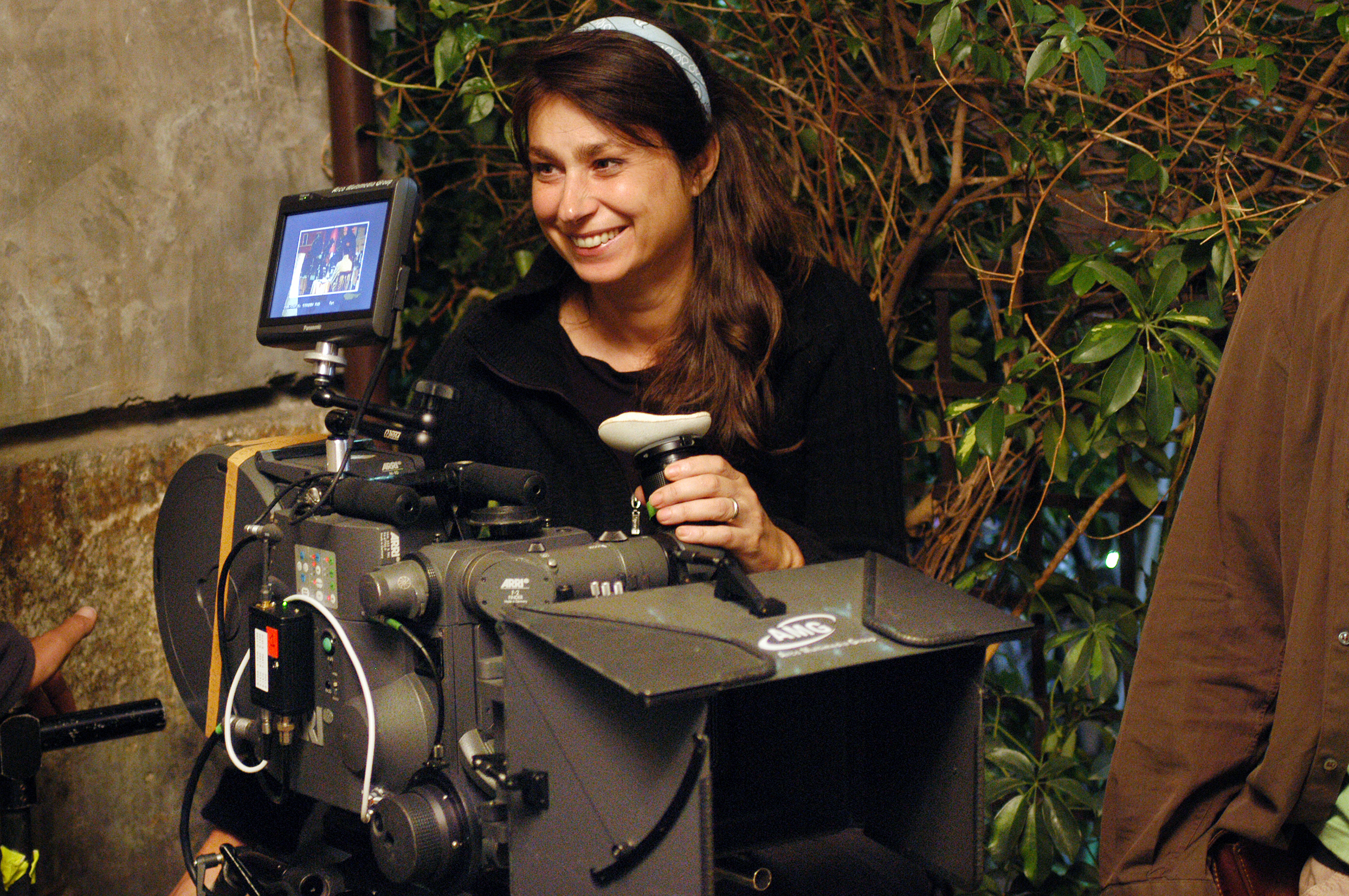
Francesca Archibugi sul set

Il secondo film è Verso sera (1990), con Marcello Mastroianni e Sandrine Bonnaire. Si parla degli anni di piombo e del difficile rapporto tra un padre professore di letteratura russa, comunista, e il giovane figlio movimentista. Il film vince il David di Donatello come miglior film, Marcello Mastroianni il Nastro d'argento e numerosi riconoscimenti in Italia e all'estero.
Con Il grande cocomero (1993), la Archibugi affronta il tema della neuropsichiatria infantile attraverso il ritratto della famiglia infelice di una dodicenne epilettica. Il film si ispira a un saggio del neuropsichiatra infantile Marco Lombardo Radice e alle sue esperienze al reparto di via dei Sabelli a Roma. Il film vince due David di Donatello (miglior film e migliore sceneggiatura) e il premio OCIC e della Giuria Ecumenica al Festival di Cannes.
Nel 1994 gira Con gli occhi chiusi, tratto da un romanzo di Federigo Tozzi, in cui narra un complesso intreccio d'amore nella violenta campagna senese dei primi anni del Novecento. Tra gli interpreti Marco Messeri (vincitore del Nastro d'argento), Laura Betti, Stefania Sandrelli, Sergio Castellitto e Debora Caprioglio.
La strana storia della banda sonora (1997) è un documentario musicale su un progetto del marito Battista Lena. Racconta la vita di una comunità di un paese della provincia senese attraverso i componenti di una banda che si prepara per un concerto al fianco di grandi musicisti jazz, fra cui Enrico Rava, per il festival Umbria Jazz. Presentato al Festival di Venezia, vince il premio Jean Rouch per il miglior documentario.
L'albero delle pere (1998), presentato al Festival di Venezia, affronta il rapporto fra un figlio adolescente costretto a essere troppo maturo davanti a una madre resa fragile dalla tossicodipendenza. Il film vince il premio OCIC della Giuria Ecumenica, la medaglia d'oro della Settimana del cinema europeo di Madrid, e la Grolla d'Oro del cinema italiano come miglior regista.
Ritrae Ornella Muti in Domani (2001) sul terremoto in Umbria del 1997, un film corale girato interamente dal vero in un paese distrutto e sotto ordinanza di sgombero generale. Il film ottiene il Premio speciale della giuria al festival di Tokyo.
Dopo la partecipazione al film Pier Paolo Pasolini e la ragione di un sogno di Laura Betti (2001), torna a dirigere un film con Giovanna Mezzogiorno e due esordienti diciottenni in Lezioni di volo (2006). Del 2009 è il suo lavoro Questione di cuore, con Antonio Albanese e Kim Rossi Stuart nel ruolo di due uomini che si incontrano in una sala di rianimazione, pellicola che vince il premio Alabarda d'oro per la miglior sceneggiatura. Vince anche il premio Suso Cecchi D'Amico al Bif&st 2010 per la migliore sceneggiatura. Il film viene selezionato per rappresentare l'Italia agli EFA, gli Oscar europei.
Del 2012 è il docufilm Giulia ha picchiato Filippo, con Riccardo Scamarcio e Jasmine Trinca, insieme a un collage di testimonianze, prodotto dal Dipartimento per le pari opportunità e trasmesso da Rai 1 per la Giornata Internazionale contro la violenza alle donne. Vince il Peace Award sotto il patrocinio dell'UNICEF nella XVII edizione del festival Capri-Hollywood.
Nel 2015 scrive insieme al regista Paolo Virzì la sceneggiatura de La pazza gioia, lungometraggio vincitore, nel 2017, di cinque David di Donatello e cinque Nastri d'argento, e per il quale Francesca Archibugi si aggiudica nello stesso anno il premio Suso Cecchi D'Amico.
Nel 2016 iniziano le riprese della serie TV in dodici puntate per Rai 1 Romanzo famigliare, con Giancarlo Giannini e Vittoria Puccini.
Insieme a Paolo Virzì, Francesco Piccolo e Stephen Amidon, scrive la sceneggiatura di Ella & John: The Leisure Seeker, lungometraggio con l'attrice britannica Helen Mirren e l'attore canadese Donald Sutherland in concorso alla Mostra internazionale d'arte cinematografica.
Nel 2017 iniziano le riprese del lungometraggio tratto dal libro del giornalista Michele Serra Gli sdraiati, del quale la Archibugi oltre che regista, è anche sceneggiatrice insieme a Francesco Piccolo.
Nel 2022 torna sui grandi schermi come regista de Il colibrì e sceneggiatrice di Siccità di Paolo Virzì.

### Critica
(Mario Sesti)
(Lietta Tornabuoni)

## Filmografia

### Regista

#### Cinema
- Mignon è partita (1988)
- Verso sera (1990)
- Il grande cocomero (1993)
- Con gli occhi chiusi (1994)
- L'albero delle pere (1998)
- Domani (2001)
- Lezioni di volo (2007)
- Questione di cuore (2009)
- Il nome del figlio (2015)
- Gli sdraiati (2017)
- Vivere (2019)
- Il colibrì (2022)

#### Televisione
- Ritratti d'autore – serie TV, episodi 2x04 (1996)
- La strana storia di Banda Sonora (1997)
- Gabbiani. Studio su 'Il gabbiano' di Anton Cechov (2004)
- Renzo e Lucia (2004)
- Parole povere (2013)
- Romanzo famigliare (2018)
- La Storia (2024)

#### Cortometraggi
- L'unico paese al mondo, co-regia collettiva – cortometraggio (1994)
- Giulia ha picchiato Filippo – cortometraggio (2012)
- È stata lei – cortometraggio (2013)
- Una giornata pazzesca – cortometraggio (2024)

### Sceneggiatrice

#### Cinema
- Cattiva, regia di Carlo Lizzani (1991)
- La pazza gioia, regia di Paolo Virzì (2016)
- Ella & John - The Leisure Seeker (The Leisure Seeker), regia di Paolo Virzì (2018)
- Notti magiche, regia di Paolo Virzì (2018)
- Trafficante di virus, regia di Costanza Quatriglio (2021)
- Siccità, regia di Paolo Virzì (2022)
- Dieci minuti, regia di Maria Sole Tognazzi (2024)

#### Televisione
- La Storia – serie TV (2024)

### Attrice
- Le affinità elettive – serie TV, episodi 1x01-1x02-1x03 (1979)
- Che fare? – serie TV, episodi 1x03-1x05 (1979)
- La caduta degli angeli ribelli, regia di Marco Tullio Giordana (1981)
- Adua – serie TV, episodi 1x04-1x05 (1981)
- Il fascino dell'insolito – serie TV, episodi 3x03 (1982)

## Riconoscimenti
- David di Donatello
  - 1989 - Miglior regista esordiente e miglior sceneggiatura per Mignon è partita
  - 1991 - Miglior film per Verso sera
  - 1991 - Candidatura a miglior regista per Verso sera
  - 1993 - Miglior film e miglior sceneggiatura per Il grande cocomero
  - 1993 - Candidatura a miglior regista per Il grande cocomero
  - 2017 - Candidatura a migliore sceneggiatura originale per La pazza gioia
  - 2019 - Candidatura a migliore sceneggiatura adattata per Ella & John - The Leisure Seeker
  - 2023 - Candidatura alla miglior sceneggiatura adattata per Il colibrì
  - 2023 - Candidatura al David Giovani per Il colibrì

- Nastro d'argento
  - 1989 - Miglior regista esordiente per Mignon è partita[14]
  - 1991 - Candidatura a miglior soggetto per Verso sera
  - 1992 - Candidatura a miglior soggetto per Cattiva
  - 1994 - Candidatura a regista del miglior film per Il grande cocomero
  - 1994 - Miglior soggetto e miglior sceneggiatura per Il grande cocomero[15]
  - 1995 - Candidatura a regista del miglior film per Con gli occhi chiusi
  - 1999 - Candidatura a miglior soggetto per L'albero delle pere
  - 2001 - Candidatura a miglior sceneggiatura per Domani
  - 2009 - Candidatura a migliore sceneggiatura e regista del miglior film per Questione di cuore
  - 2015 - Candidatura a migliore sceneggiatura e migliore commedia per Il nome del figlio
  - 2016 - Miglior sceneggiatura per La pazza gioia[16]

- Bari International Film Festival
  - 2017 - Premio Luciano Vincenzoni per la migliore sceneggiatura

- Ciak d'oro
  - 1989 – Migliore opera prima per Mignon è partita[17]
  - 1989 - Migliore sceneggiatura per Mignon è partita[17]
  - 1993 - Candidatura alla migliore sceneggiatura per Il grande cocomero
  - 2009 - Candidatura alla migliore sceneggiatura per Questione di cuore
  - 2015 - Candidatura alla migliore sceneggiatura per Il nome del figlio
  - 2017 - Candidatura a migliore sceneggiatura per La pazza gioia

- Festival internazionale del cinema di San Sebastián
  - 1988 - Miglior nuova regista per Mignon è partita

- Globo d'oro
  - 2017 - Miglior sceneggiatura per La pazza gioia[18]

## Onorificenze

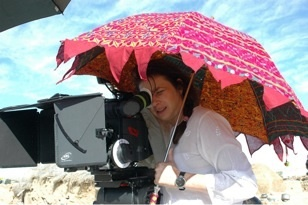
Francesca Archibugi durante le riprese di Lezioni di volo